# Branice (Tschechien)
Branice (deutsch Branitz) ist eine Gemeinde in Tschechien. Sie liegt sechs Kilometer südlich von Milevsko in Südböhmen und gehört zum Okres Písek.

## Geographie
Branice befindet sich linksseitig des Baches Branický potok im Süden der zum Mittelböhmischen Hügelland gehörigen Milevská pahorkatina. Gegen Nordosten liegt der Teich Ostrovský rybník, östlich der Velký Prachovský rybník. Nordöstlich erhebt sich der Lomy (518 m), im Süden der Šlahoun (514 m), südwestlich die Mladšiny (535 m) sowie im Nordwesten der Jirouškův vrch (552 m) und die Obora (570 m).
Am östlichen Ortsrand verläuft die Bahnstrecke Tábor–Písek, einen Kilometer östlich des Dorfes die Staatsstraße II/105 zwischen Milevsko und Bernartice.
Nachbarorte sind Rukáveč und Milevsko im Norden, Okrouhlá, Líšnice, Zalerna, Ostrov, U Kunců und Sepekov im Nordosten, Laňka, Libeňák, Prachov, Zálší und Křižanov im Osten, Jestřebice, Veselíčko und Bilina im Südosten, U Zárubů, V Soudném, Bojenice, Křenovice, Horní Rastory und Dolní Rastory im Süden, Podolí I, Myslivna, Jižiny, Podolí und Stehlovice im Südwesten, Skalka, Vůsí, Pazderna und Dolnice im Westen sowie Tyrolský Dům und Květov im Nordwesten.

## Geschichte
Branice wurde nach archäologischen Funden, die auf die Zeit zwischen 1240 und 1260 datieren, wahrscheinlich in der Mitte des 13. Jahrhunderts als Ansiedlung am Bechyněer Steig gegründet. Den Überlieferungen nach gehörte Branice im Jahre 1306 zu Zeiten des Abts Heinrich zu den Besitzungen des Prämonstratenserklosters Mühlhausen. Das Kloster wurde 1420 von den Hussiten zerstört, wobei auch alle Urkunden verloren gingen. Danach schlug der Klingenberger Burggraf Jan Hájek von Hodětín die verwaisten Klostergüter der königlichen Herrschaft Klingenberg zu. Als im Jahre 1430 Hussiten die Burg Klingenberg belagerten, verpfändete König Sigismund die Herrschaft an Ulrich II. von Rosenberg, weil er befürchtete, dass sein Burggraf Kunata Kapléř recht bald zu dem Aufständischen überlaufen würde. Heinrich V. von Rosenberg überließ 1473 ein Viertel der Besitzungen des Hauses Rosenberg, darunter auch das Klingenberger Pfand, seinem Vetter Bohuslav V. von Schwanberg. Der erste urkundliche Nachweis von Branice datiert auf 1488. Im Jahre 1575 kaufte Christoph von Schwanberg auf Worlik die Herrschaften Klingenberg und Mühlhausen der Hofkammer ab und verband diese mit Worlik. Nach der Schlacht am Weißen Berg wurde der Nachlass des Peter von Schwanberg konfisziert und 1621 die Eggenberger Besitzer der Herrschaft. Nachdem 1717 die Eggenberger im Mannesstamme erloschen, erbte das Haus Schwarzenberg deren Besitzungen. Branice war bis 1736 Sitz eines Schultheißen, der auch die niedere Gerichtsbarkeit in Jetětice, Jickovice, Kučeř, Květov, Osek, Rukáveč, Stehlovice, Velká, und Vusí ausübte. Im Jahre 1840 bestand Branitz aus 21 Häusern mit 218 Einwohnern. Pfarrort war Bernarditz. Bis zur Mitte des 19. Jahrhunderts blieb das Dorf immer als Teil der Herrschaft Klingenberg zur Fideikommissherrschaft Worlik samt den Allodialgütern Zalužan, Zbenitz und Bukowan untertänig.
Nach der Aufhebung der Patrimonialherrschaften bildete Branice/Branitz ab 1850 eine Gemeinde im Bezirk und im Gerichtsbezirk Milevsko. Nach der Aufhebung des Okres Milevsko wurde Branice Ende 1960 dem Okres Písek zugeordnet. 1961 erfolgte die Eingemeindung von Křižanov und Okrouhlá. Beide Dörfer lösten sich 1990 bzw. 1993 wieder los und bildeten eigene Gemeinde.

## Gemeindegliederung
Für die Gemeinde Branice sind keine Ortsteile ausgewiesen.

## Sehenswürdigkeiten
- Kapelle des hl. Wenzel an der Dorfstraße, erbaut 1881
- Kapelle zum Heiligen Kreuz, errichtet 1931 im Park zum Gedenken an die Gefallenen des Ersten Weltkrieges. Neben der Kapelle befinden sich eine mächtige geschützte Linde und ein Kreuz. Nach der Ortschronik soll an der Stelle bereits im 17. Jahrhundert eine Kapelle zum Heiligen Kreuz auf einem alten Pestfriedhof gestanden sein. Als 1929 ein Sturm eine der beiden alten Linde umwarf, wurden unter ihrem Wurzelwerk menschliche Knochen gefunden.
- Nischenkapelle des hl. Saturninus, errichtet 2006 von den Vejrovské zemanství.
- Jährliche Karikaturenausstellung Prohledárium des Vereins Vejrovské zemanství im früheren Kinosaal des Kulturhauses
- Jagdschlösschen Tyrolský Dům (Tirolerhaus), nordwestlich des Dorfes

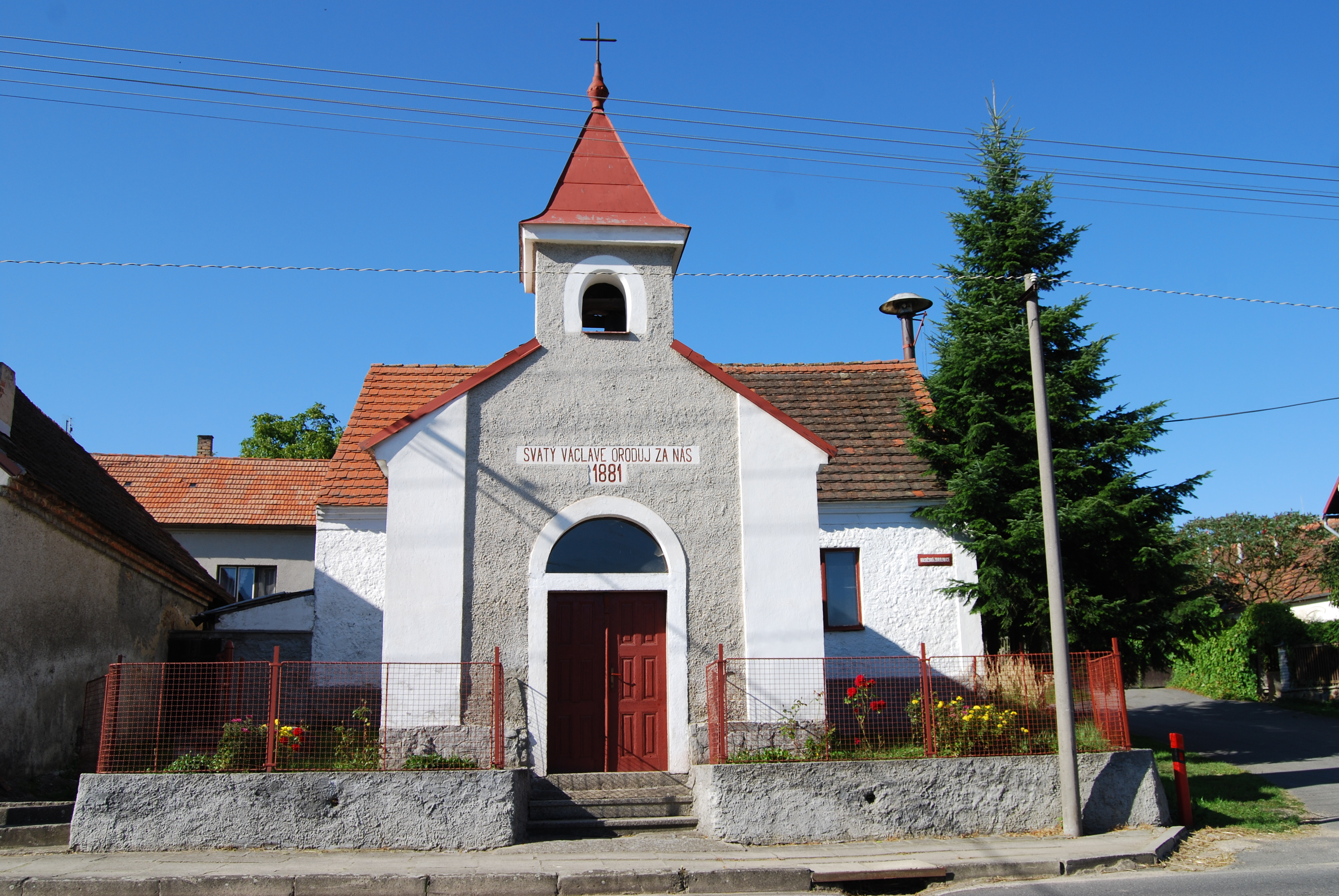
Kapelle des hl. Wenzel
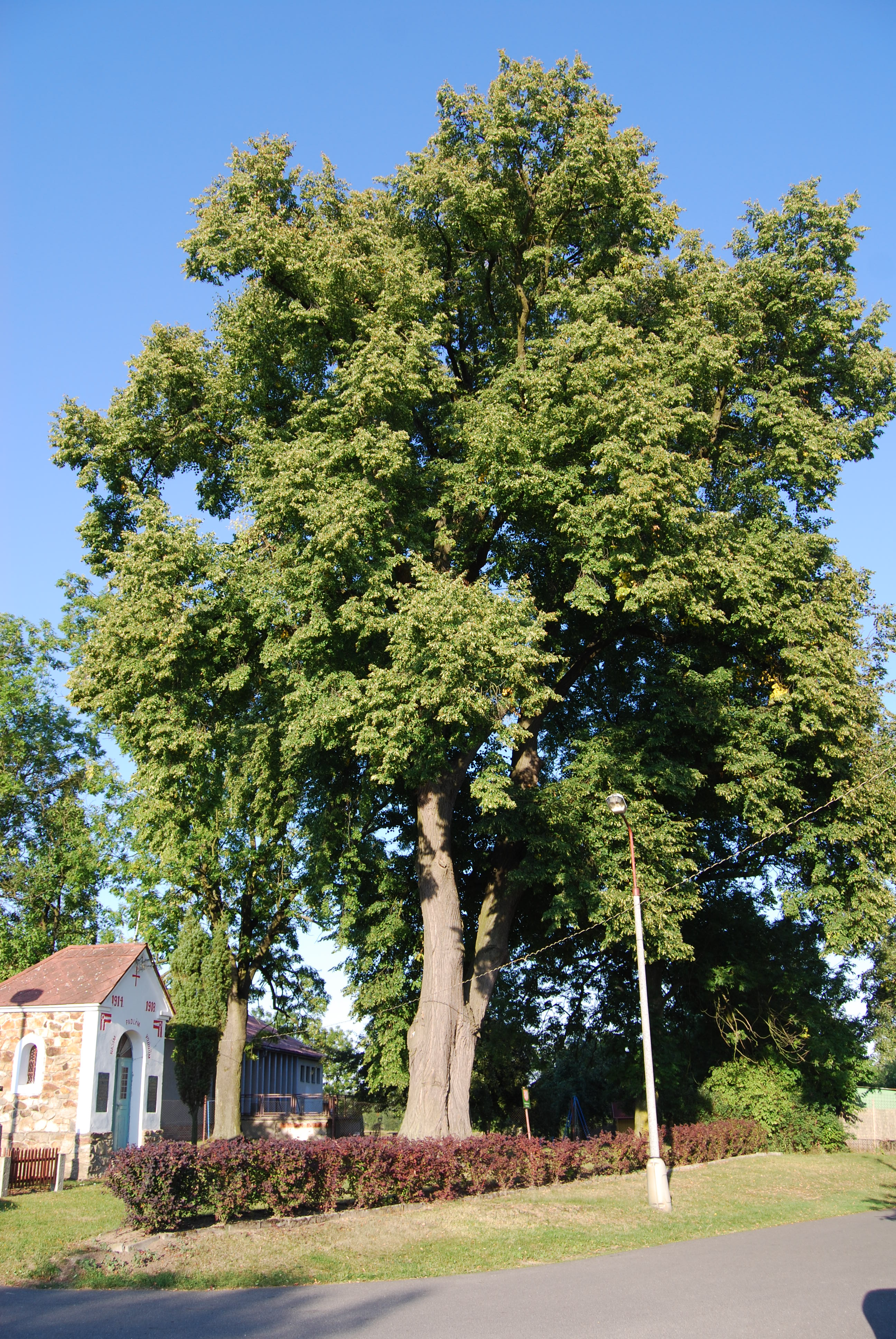
Gedenkkapelle zum hl. Kreuz mit Linde im Park
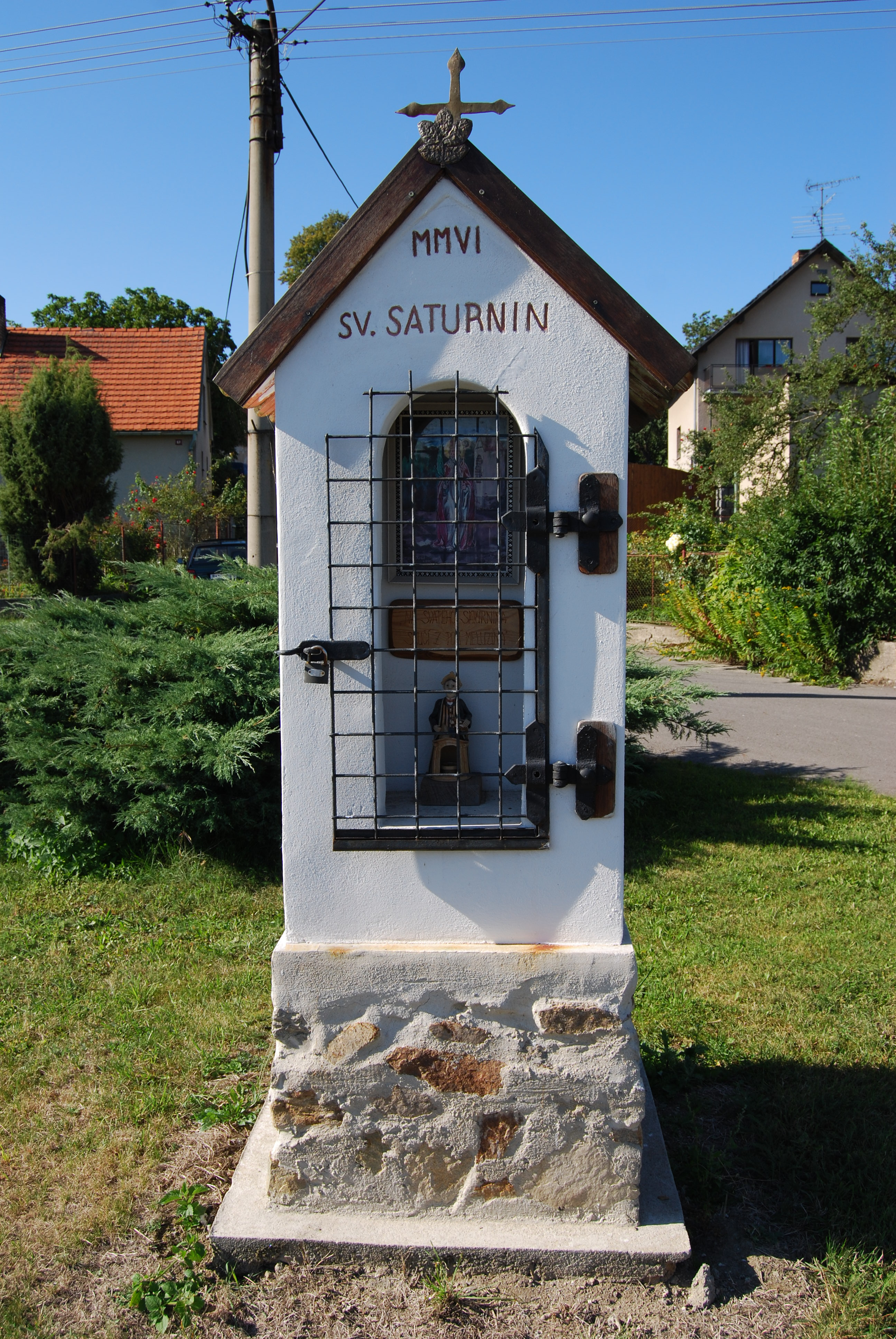
Nischenkapelle des hl. Saturninus
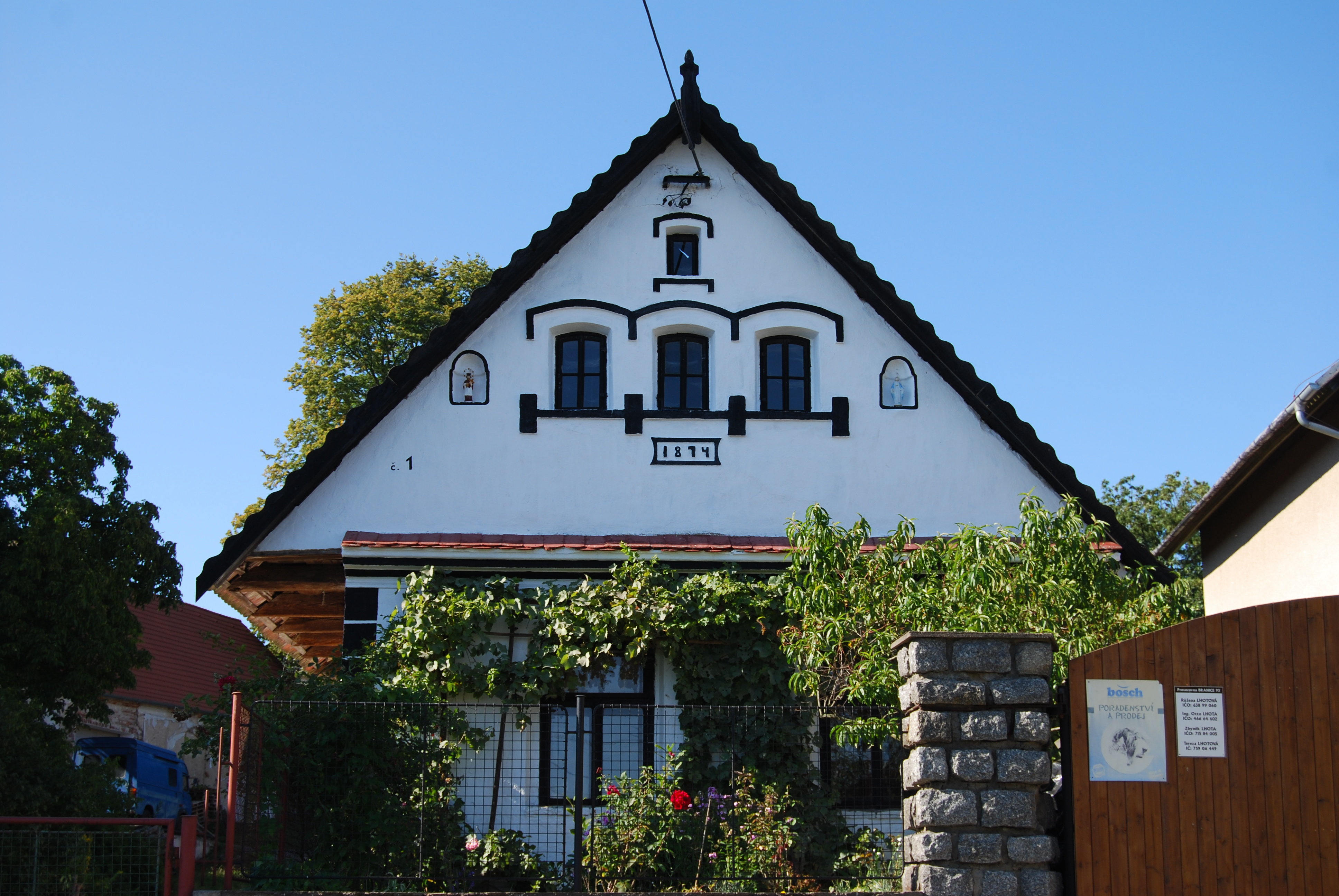
Haus in Branice